# Mendiant d'amour
Mendiant d'amour è un cortometraggio del 1911 diretto da Camille de Morlhon.

## Trama
Un giovane timido e malaticcio ama perdutamente la sua collega, una giovane e graziosa dattilografa. Una mattina mette un mazzo di fiori sulla sua macchina da scrivere. Un suo collega lo sorprende e corre ad avvisarla. Al suo rientro lei manda fuori il suo collega che poi era quello che aveva messo i fiori e comincia a flirtare con lui. L'altro collega rientra spiegandogli che si è sbagliata della persona. Per prendersi gioco della cosa, decidono di scrivergli una lettera d'amore. Una volta tornato a casa riceve la lettera. Eccitato della cosa decide di andare all'appuntamento, nonostante il freddo, il povero ragazzo vede ridere i due colleghi che lo osservano. Disperato, sviene e se ne torna a casa. Il giorno dopo i colleghi vengono avvisati della sua assenza per malattia e lei per rimorso corre a trovarlo e lo sventurato muore, felice di questa ultima visita.